# Giuseppe (patriarca Chiesa d'Oriente)
Mar Giuseppe (... – 570) è stato un vescovo cristiano orientale siro, metropolita di Seleucia-Ctesifonte e patriarca della Chiesa d'Oriente dal 552 al 567.

## Biografia
La vita di Giuseppe è descritta nella Cronaca di Seert. Ignota è la località dove nacque, così come la sua data di nascita; visse a lungo nell'impero bizantino, dove era diventato un medico. Ritornato in Siria, abbracciò la vita monastica. Si stabilì per qualche tempo in uno dei monasteri di Nisibi, dove si fece apprezzare dal governatore locale (marzban), che lo presentò allo scià di Persia Cosroe I. Gravemente malato, Giuseppe riuscì a farlo guarire. Alla morte del patriarca Aba I, i vescovi chiesero al re l'autorizzazione ad eleggere un successore. Cosroe invece decise di sceglierlo personalmente: a titolo di ricompensa, impose alla Chiesa la scelta di Giuseppe, che fu regolarmente ordinato nel 552.
Secondo la Cronaca di Seert, per i primi tre anni Giuseppe governò il patriarcato con saggezza e acume pastorale. Nel gennaio 554 convocò e presidiò un concilio della Chiesa persiana, che promulgò 23 canoni. In seguito però la sua condotta divenne sempre più scandalosa ed invisa al clero e ai fedeli nestoriani; praticò largamente la simonia, umiliò a più riprese i vescovi e i preti del patriarcato, arrivando a deporre vescovi e metropoliti senza alcun motivo apparente, ad incarcerarli e addirittura ad imporre ad alcuni preti le redini come fossero degli animali. Le malversazioni scatenate dal patriarca contro il clero e i vescovi della provincia di Fars fu la causa di uno scisma all'interno della Chiesa d'Oriente.
Col tempo però Giuseppe perse il favore del re Cosroe, il quale, su istanza del popolo nestoriano, invitò la Chiesa cristiana ad eleggere un nuovo patriarca. I prelati nestoriani destituirono e scomunicarono Giuseppe, ed elessero al suo posto Ezechiele, vescovo di Zabe; Giuseppe però continuò come se nulla fosse a governare il patriarcato e a consacrare vescovi e preti a lui fedeli. Solo l'intervento personale di Cosroe pose fine, nel febbraio del 567, alla carriera di Giuseppe.
I sostenitori del deposto patriarca tuttavia opposero una viva resistenza e grazie agli appoggi che ancora avevano alla corte reale resero impossibile l'intronizzazione di Ezechiele. Di fatto per tre anni la sede di Seleucia-Ctesifonte rimase vacante ed amministrata dal vescovo di Kaskar. Solo nel 570, alla morte di Giuseppe, Ezechiele poté effettivamente prendere possesso della sua sede.
Secondo la Cronaca di Seert, Giuseppe fu sepolto a Anbar (Firuz Châpûr).

### Fonti
- (FR, AR)  Addai Scher, Histoire nestorienne inédite: Chronique de Séert. Première partie, in Patrologia Orientalis, vol. VII, pp. 176-182